# Futbolny Klub Vítsiebsk
El Futbolni Klub Vítsiebsk, en belarús ФК Віцебск, és un club de futbol belarús de la ciutat de Vítsiebsk.

## Història

### Evolució del nom
- 1960: fundat com a Krasnoie Znamia Vitebsk
- 1963: reanomenat Dvina Vitebsk
- 1985: reanomenat Vityaz Vitebsk
- 1989: reanomenat KIM Vitebsk
- 1994: reanomenat Dvina Vítsiebsk
- 1996: reanomenat Lokomotiv-96 Vítsiebsk
- 2001: reanomenat Lokomotiv Vítsiebsk
- 2006: reanomenat Vítsiebsk

## Palmarès
- Copa belarussa de futbol:
  - 1997-98[1]

## FK Vítsiebsk a Europa
El club jugà a les competicions europees sota la denominació Lokomotiv-96.
| Temporada | Competició                | Ronda |          | Club             | Anada   | Tornada |
| --------- | ------------------------- | ----- | -------- | ---------------- | ------- | ------- |
| 1998-99   | Recopa d'Europa de futbol | QR    | Bulgària | Levski Sofia     | 1-8 (F) | 1-1 (C) |
| 1999      | Copa Intertoto de la UEFA | 1R    | Croàcia  | Varteks Varaždin | 1-2 (C) | 2-2 (F) |